# Palais Rovito
 (septembre 2023).
Si vous disposez d'ouvrages ou d'articles de référence ou si vous connaissez des sites web de qualité traitant du thème abordé ici, merci de compléter l'article en donnant les références utiles à sa vérifiabilité et en les liant à la section « Notes et références ».
Le palais Rovito (en italien : Palazzo Rovito) est un bâtiment noble historique situé à Ugento, dans la province de Lecce et est actuellement le siège de la bibliothèque communautaire.

## Histoire

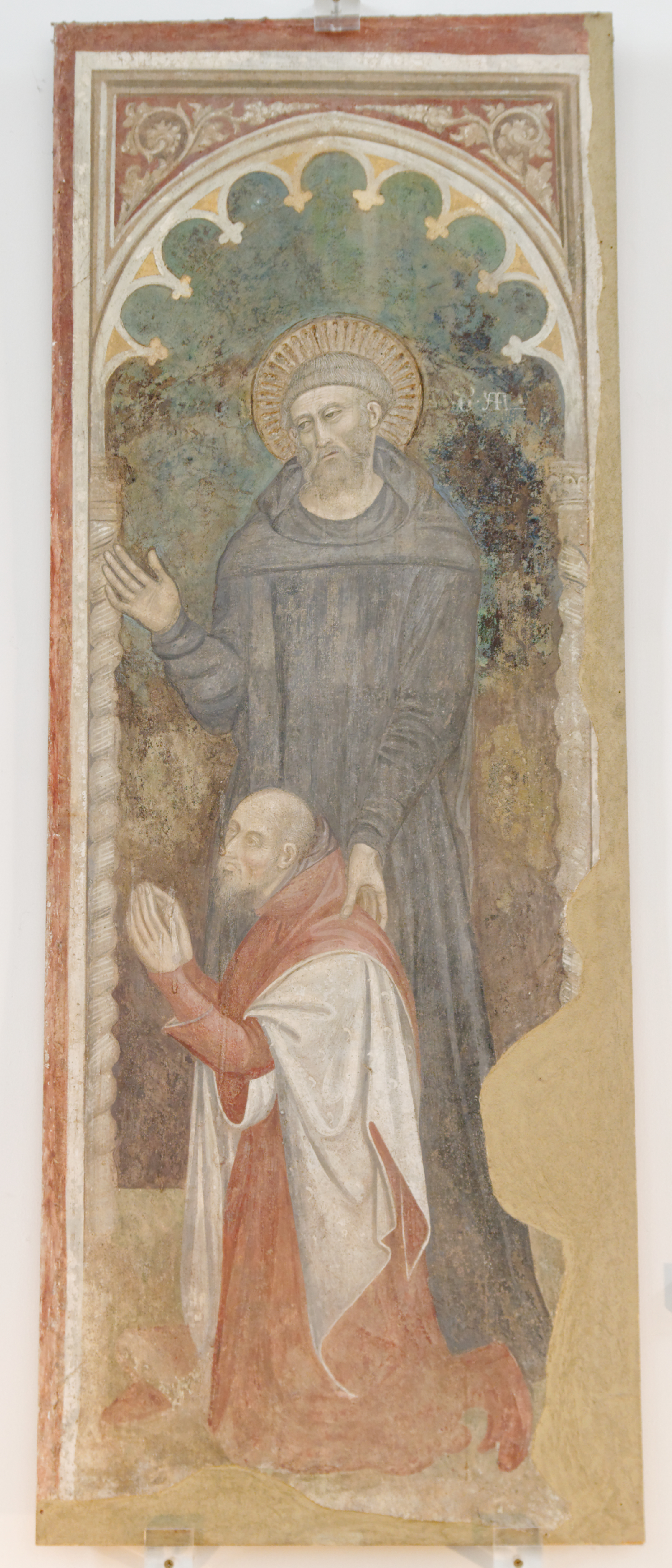
Raymond des Ursins des Baux.

L'édifice est composé de bâtiments de différentes époques : le noyau original, avec un plan du XVIIe siècle, a été reconstruit sur une partie du palais de Raimondello Orsini del Balzo construit entre la fin du XIIIe et le début du XVe siècle, puis détruit au cours de la Invasion turque de 1537. Dans la seconde moitié du XIXe siècle, devenu propriété de la famille Rovito, le bâtiment fut agrandi avec l'ajout de nouvelles structures, ce qui lui donna sa disposition actuelle.

## Description
L'édifice se développe autour d'un petit cloître central carré, pavé de pierres. La façade principale est divisée en trois parties par des cadres d'angle en pierre de Lecce reliés au socle de la base et par deux pilastres au premier étage. Il est divisé en deux niveaux distincts, caractérisés par un bandeau en relief sur lequel les balcons principal et latéraux font saillie en encorbellement. L'édifice est couronné par une corniche en pierre de Lecce dont la forme s'accorde en harmonie avec les règles de perspective et de construction répandues dans l'architecture baroque.
La façade donnant sur via Roma se caractérise, de manière plus qu'évidente, par différents corps structurels reliés entre eux par un espace ouvert au premier étage, qui donne, à l'intérieur, sur le cloître quadrangulaire.
D'un point de vue architectural, les finitions supérieures, caractérisées par la répétition des cadres en pierre de Lecce, semblent homogènes contrairement au rez-de-chaussée qui présente des éléments de fermeture qui témoignent des différents moments d'intervention. En ce qui concerne l'élévation de via Benedettine, il convient de souligner une plus grande unité constructive avec des interventions différenciées, surtout en référence aux rénovations d'homogénéisation. En harmonie avec la typologie des demeures nobles historiques, l'entrée dispose d'un espace couvert voûté en berceau, communiquant avec le cloître ouvert surplombé par différents espaces de service. Le développement sur deux niveaux, bien que présent depuis l'origine du bâtiment, est organisé avec différentes phases de construction : ceci est démontré par la présence d'un étage en terrasse caractérisé par des quotas de couverture différents et innombrables pour les différentes pièces. Les pièces représentatives, à l'intérieur du bâtiment, sont enrichies de stucs et de plafonds ornés de fresques.
Le Palazzo Rovito devient en 2023 le lieu du nouvel agencement de la Bibliothèque Communautaire d'Ugento.